# IC 2763
IC 2763 ist eine Spiralgalaxie vom Hubble-Typ Scd im Sternbild Löwe auf der Ekliptik. Sie ist schätzungsweise 67 Millionen Lichtjahre von der Milchstraße entfernt.
Das Objekt wurde am 27. März 1906 vom deutschen Astronomen Max Wolf entdeckt.